# Spoorlijn Moulin-Neuf - Lavelanet
De spoorlijn Moulin-Neuf - Lavelanet was een Franse spoorlijn van Moulin-Neuf naar Lavelanet. De lijn was 32,3 km lang en heeft als lijnnummer 674 000.

## Geschiedenis
De lijn werd in gedeeltes geopend door de Compagnie des Chemins de fer du Midi, van Moulin-Neuf naar Chalabre op 21 augustus 1902 en van Chalabre naar Lavelanet op 15 augustus 1903.
Het personenvervoer werd opgeheven op 18 april 1939. Goederenvervoer was er tot tot 16 december 1973.

## Aansluitingen
In de volgende plaats was er een aansluiting op de volgende spoorlijnen:
Moulin-Neuf
RFN 673 000, spoorlijn tussen Pamiers en Limoux